# Heterosavia bahamensis
Heterosavia bahamensis là một loài thực vật có hoa trong họ Diệp hạ châu. Loài này được (Britton) Petra Hoffm. mô tả khoa học đầu tiên năm 2008.